# Xylosma rusbyana
Xylosma rusbyana är en videväxtart som beskrevs av Herman Otto Sleumer. Xylosma rusbyana ingår i släktet Xylosma och familjen videväxter. Inga underarter finns listade i Catalogue of Life.